# Championnats du monde d'athlétisme 1999
Navigation
Les 7es Championnats du monde d'athlétisme se sont tenus du 20 au 29 août 1999 au Stade olympique de Séville, en Espagne. 1 750 athlètes issus de 200 nations ont pris part aux 46 épreuves du programme, dont le saut à la perche et le lancer du marteau féminins disputés pour la première fois en Championnats du monde.

## Faits marquants
Ces septièmes championnats du monde sont d’un niveau supérieur à ceux d’Athènes de 1997 : dans les épreuves masculines, 13 des 24 vainqueurs ont une performance supérieure ou égale à celle du vainqueur de 1997 et dans les épreuves féminines 14 des 19 vainqueurs ont une performance supérieure ou égale à celle de la gagnante de 1997.
Les États-Unis dominent ces championnats, avec 10 titres , 17 médailles et 195 points à la place (placing table), devant l’Allemagne (4 titres, 12 médailles, 151 points) et la Russie (5 titres, 12 médailles, 126 points). Dans les épreuves masculines, les États-Unis (6 titres, 9 médailles, 104 points) devancent l’Allemagne (2 titres, 6 médailles, 78 points) et le Kenya (1 titre, 5 médailles, 59 points). Dans les épreuves féminines, les États-Unis (4 titres, 8 médailles, 91 points) devancent la Russie (2 titres, 8 médailles, 85 points) et l’Allemagne (2 titres, 6 médailles, 73 points). 
Deux nouveaux records du monde sont établis à l'occasion de ces Mondiaux de Séville : celui du 400 mètres masculin par Michael Johnson en 43 s 18, et celui du saut à la perche féminin par Stacy Dragila avec 4,60 mètres. Maksim Tarasov devient seulement le 2e champion du monde de saut à la perche masculin puisque les 6 premières éditions ont été dominées par l'ukrainien Sergueï Bubka.
Avec 8 titres gagnés sur 5 championnats du monde de 1991 à 1999, Michael Johnson égale le record de son compatriote Carl Lewis. L'américaine Gail Devers obtient son cinquième titre mondial, en remportant le 100 m haies. Maurice Greene (Etats-Unis) est le premier athlète à faire le triplé 100 m - 200 m  et relais 4 x 100 m.
Haile Gebrselassie (Ethiopie) au 10 000 m et Michael Johnson (Etats-Unis) au 400 m remportent leur quatrième titre consécutif. Wilson Kipketer (Danemark) au 800m, Ivan Petroso au saut en longueur et Astrid Kumbernuss au lancer du poids obtiennent leur troisième titre consécutif.

## Disqualifications pour dopage
À la suite des aveux de dopage des sprinteurs américains Jerome Davis et Antonio Pettigrew, l'IAAF décide d'annuler la médaille d'or obtenue par le relais 4 × 400 m des États-Unis (composé de Davis, Pettigrew, Taylor et Johnson). German Skurygin (Russie), initialement 1er du 50 km marche et Innocent Asonze (Nigéria), initialement 3ème avec l’équipe du Nigéria au relais 4 x 100 m sont contrôlés positif et disqualifiés.

## Résultats

### Hommes
| Épreuves                  | Or | Argent | Bronze                                                                                                  |
| ------------------------- | --- | --- | --- |
| 100 m détails             | Maurice Greene 9 s 80 (CR)                                                                              | Bruny Surin 9 s 84 (NR)                                                                                      | Dwain Chambers 9 s 97 (PB)                                                                              |
| 200 m détails             | Maurice Greene 19 s 90 (SB)                                                                             | Claudinei da Silva 20 s 00 (PB)                                                                              | Francis Obikwelu 20 s 11                                                                                |
| 400 m détails             | Michael Johnson 43 s 18 (WR)                                                                            | Sanderlei Claro Parrela 44 s 29 (AR)                                                                         | Alejandro Cárdenas 44 s 31 (NR)                                                                         |
| 800 m détails             | Wilson Kipketer 1 min 43 s 30                                                                           | Hezekiél Sepeng 1 min 43 s 32                                                                                | Aissa Djabir Said-Guerni 1 min 44 s 18 (NR)                                                             |
| 1 500 m détails           | Hicham El Guerrouj 3 min 27 s 65 (CR)                                                                   | Noah Ngeny 3 min 28 s 73 (NR)                                                                                | Reyes Estévez 3 min 30 s 57 (PB)                                                                        |
| 5 000 m détails           | Salah Hissou 12 min 58 s 13 (CR)                                                                        | Benjamin Limo 12 min 58 s 72                                                                                 | Mohammed Mourhit 12 min 58 s 80                                                                         |
| 10 000 m détails          | Haile Gebrselassie 27 min 57 s 27                                                                       | Paul Tergat 27 min 58 s 56                                                                                   | Assefa Mezgebu 27 min 59 s 15                                                                           |
| Marathon détails          | Abel Antón 2 h 13 min 36 s                                                                              | Vincenzo Modica 2 h 14 min 03 s                                                                              | Nobuyuki Satō 2 h 14 min 07 s                                                                           |
| 110 m haies détails       | Colin Jackson 13 s 04 (SB)                                                                              | Anier García 13 s 07 (NR)                                                                                    | Duane Ross 13 s 12 (PB)                                                                                 |
| 400 m haies détails       | Fabrizio Mori 47 s 72 (WL)                                                                              | Stéphane Diagana 48 s 12 (SB)                                                                                | Marcel Schelbert 48 s 13 (NR)                                                                           |
| 3 000 m steeple détails   | Christopher Kosgei 8 min 11 s 76                                                                        | Wilson Boit Kipketer 8 min 12 s 09                                                                           | Ali Ezzine 8 min 12 s 73                                                                                |
| 20 km marche détails      | Ilya Markov 1 h 23 min 34 s                                                                             | Jefferson Pérez 1 h 24 min 19 s                                                                              | Daniel García 1 h 24 min 31 s                                                                           |
| 50 km marche détails      | Ivano Brugnetti 3 h 47 min 54 s (PB)                                                                    | Nikolay Matyukhin 3 h 48 min 18 s                                                                            | Curt Clausen 3 h 50 min 55 s                                                                            |
| 4 × 100 m détails         | États-Unis Jon Drummond Tim Montgomery Brian Lewis Maurice Greene 37 s 59 (WL)                          | Grande-Bretagne Jason Gardener Darren Campbell Marlon Devonish Dwain Chambers Allyn Condon* 37 s 73 (AR)     | Brésil Raphael de Oliveira Claudinei da Silva Édson Ribeiro André da Silva 38 s 05 (AR)                 |
| 4 × 400 m détails         | Pologne Tomasz Czubak Robert Maćkowiak Jacek Bocian Piotr Haczek Piotr Długosielski* 2 min 58 s 91 (SB) | Jamaïque Michael McDonald Greg Haughton Danny McFarlane Davian Clarke Paston Coke* Omar Brown* 2 min 59 s 34 | Afrique du Sud Jopie van Oudtshoorn Hendrik Mokganyetsi Adriaan Botha Arnaud Malherbe 3 min 0 s 20 (NR) |
| Saut en hauteur détails   | Vyacheslav Voronin 2,37 m (WL)                                                                          | Mark Boswell 2,35 m (NR)                                                                                     | Martin Buß 2,32 m                                                                                       |
| Saut à la perche détails  | Maksim Tarasov 6,02 m (CR)                                                                              | Dmitri Markov 5,90 m                                                                                         | Aleksandr Averbukh 5,80 m (NR)                                                                          |
| Saut en longueur détails  | Iván Pedroso 8,56 m                                                                                     | Yago Lamela 8,40 m                                                                                           | Gregor Cankar 8,36 m (SB)                                                                               |
| Triple saut détails       | Charles Friedek 17,59 m (WL)                                                                            | Rostislav Dimitrov 17,49 m (PB)                                                                              | Jonathan Edwards 17,48 m                                                                                |
| Lancer du poids détails   | C.J. Hunter 21,79 m (PB)                                                                                | Oliver-Sven Buder 21,42 m (SB)                                                                               | Oleksandr Bahach 21,26 m                                                                                |
| Lancer du disque détails  | Anthony Washington 69,08 m (CR)                                                                         | Jürgen Schult 68,18 m (SB)                                                                                   | Lars Riedel 68,09 m                                                                                     |
| Lancer du javelot détails | Aki Parviainen 89,52 m                                                                                  | Konstadínos Gatsioúdis 89,18 m                                                                               | Jan Železný 87,67 m                                                                                     |
| Lancer du marteau détails | Karsten Kobs 80,24 m                                                                                    | Zsolt Németh 79,05 m                                                                                         | Vladislav Piskunov 79,03 m                                                                              |
| Décathlon détails         | Tomáš Dvořák 8 744 pts                                                                                  | Dean Macey 8 556 pts (PB)                                                                                    | Chris Huffins 8 547 pts (SB)                                                                            |

* Athlètes médaillés ayant participé aux séries des relais

### Femmes
| Épreuves                  | Or | Argent | Bronze                                                                                       |
| ------------------------- | --- | --- | -------------------------------------------------------------------------------------------- |
| 100 m détails             | Marion Jones 10 s 70 (CR) | Inger Miller 10 s 79                                                                                                 | Ekaterini Thanou 10 s 84                                                                     |
| 200 m détails             | Inger Miller 21 s 77 (WL) | Beverly McDonald 22 s 22 (PB)                                                                                        | Merlene Frazer 22 s 26                                                                       |
| 200 m détails             | Inger Miller 21 s 77 (WL) | Beverly McDonald 22 s 22 (PB)                                                                                        | Andrea Philipp 22 s 26                                                                       |
| 400 m détails             | Cathy Freeman 49 s 67 (SB) | Anja Rücker 49 s 74 (PB)                                                                                             | Lorraine Graham-Fenton 49 s 92 (PB)                                                          |
| 800 m détails             | Ludmila Formanová 1 min 56 s 68 | Maria Mutola 1 min 56 s 72                                                                                           | Svetlana Masterkova 1 min 56 s 93                                                            |
| 1 500 m détails           | Svetlana Masterkova 3 min 59 s 53 (SB) | Regina Jacobs 4 min 00 s 35 (PB)                                                                                     | Kutre Dulecha 4 min 00 s 96 (SB)                                                             |
| 5 000 m détails           | Gabriela Szabo 14 min 41 s 82 (CR) | Zahra Ouaziz 14 min 43 s 15                                                                                          | Ayelech Worku 14 min 44 s 22 (PB)                                                            |
| 10 000 m détails          | Gete Wami 30 min 24 s 56 (CR) | Paula Radcliffe 30 min 27 s 13 (NR)                                                                                  | Tegla Loroupe 30 min 32 s 03 (NR)                                                            |
| Marathon détails          | Jong Song-ok 2 h 26 min 59 s (NR) | Ari Ichihashi 2 h 27 min 02 s (SB)                                                                                   | Lidia Simon 2 h 27 min 41 s                                                                  |
| 100 m haies détails       | Gail Devers 12 s 37 (WL) | Glory Alozie 12 s 44 (AR)                                                                                            | Ludmila Engquist 12 s 47 (NR)                                                                |
| 400 m haies détails       | Daimí Pernía 52 s 89 (WL) | Nezha Bidouane 52 s 90 (AR)                                                                                          | Deon Hemmings 53 s 16 (SB)                                                                   |
| 4 × 100 m détails         | Bahamas Savatheda Fynes Chandra Sturrup Pauline Davis-Thompson Debbie Ferguson Eldece Clarke-Lewis* 41 s 92 (WL)                          | France Patricia Girard Muriel Hurtis Katia Benth Christine Arron Fabé Dia* 42 s 06 (NR)                              | Jamaïque Aleen Bailey Merlene Frazer, Beverly McDonald Peta-Gaye Dowdie 42 s 15 (SB)         |
| 4 × 400 m détails         | Russie Tatyana Chebykina Svetlana Goncharenko Olga Kotlyarova Natalya Nazarova Natalya Sharova* Yekaterina Bakhvalova* 3 min 21 s 98 (WL) | États-Unis Suziann Reid Maicel Malone-Wallace Michelle Collins Jearl Miles-Clark Andrea Anderson* 3 min 22 s 09 (SB) | Allemagne Anke Feller Uta Rohländer Anja Rücker Grit Breuer Anja Knippel* 3 min 22 s 43 (SB) |
| 20 km marche détails      | Liu Hongyu 1 h 30 min 50 s | Wang Yan 1 h 30 min 52 s                                                                                             | Kerry Saxby-Junna 1 h 31 min 18 s (SB)                                                       |
| Saut en longueur détails  | Niurka Montalvo 7,06 m (NR) | Fiona May 6,94 m | Marion Jones 6,83 m                                                                          |
| Triple saut détails       | Paraskevi Tsiamita 14,88 m | Yamilé Aldama 14,61 m                                                                                                | Olga Vasdeki 14,61 m                                                                         |
| Saut en hauteur détails   | Inha Babakova 1,99 m | Yelena Yelesina 1,99 m                                                                                               | Svetlana Lapina 1,99 m (PB)                                                                  |
| Saut à la perche détails  | Stacy Dragila 4,60 m (WR) | Anzhela Balakhonova 4,55 m (AR)                                                                                      | Tatiana Grigorieva 4,45 m                                                                    |
| Lancer du poids détails   | Astrid Kumbernuss 19,85 m (SB) | Nadine Kleinert 19,61 m (PB)                                                                                         | Svetlana Krivelyova 19,43 m                                                                  |
| Lancer du disque détails  | Franka Dietzsch 68,14 m | Anastasia Kelesidou 66,05 m                                                                                          | Nicoleta Grasu 65,35 m                                                                       |
| Lancer du marteau détails | Mihaela Melinte 75,20 m | Olga Kuzenkova 72,56 m                                                                                               | Lisa Misipeka 66,06 m                                                                        |
| Lancer du javelot détails | Mirela Manjani 67,09 m (PB) | Tatyana Shikolenko 66,37 m (PB)                                                                                      | Trine Hattestad 66,06 m                                                                      |
| Heptathlon détails        | Eunice Barber 6 861 pts (PB) | Denise Lewis 6 724 pts                                                                                               | Ghada Shouaa 6 500 pts                                                                       |

* Athlètes médaillées ayant participé aux séries des relais

## Tableau des médailles
| Rang | Nation            | Or | Argent | Bronze | Total |
| ---- | ----------------- | -- | ------ | ------ | ----- |
| 1    | États-Unis        | 10 | 3      | 4      | 17    |
| 2    | Russie            | 5  | 4      | 3      | 12    |
| 3    | Allemagne         | 4  | 4      | 4      | 12    |
| 4    | Grèce             | 2  | 2      | 2      | 6     |
| 5    | Maroc             | 2  | 2      | 1      | 5     |
| 6    | Cuba              | 2  | 2      | 0      | 4     |
| 6    | Italie            | 2  | 2      | 0      | 4     |
| 8    | Espagne           | 2  | 1      | 1      | 4     |
| 9    | Éthiopie          | 2  | 0      | 3      | 5     |
| 10   | Roumanie          | 2  | 0      | 2      | 4     |
| 11   | Tchéquie          | 2  | 0      | 1      | 3     |
| 12   | Grande-Bretagne   | 1  | 4      | 2      | 7     |
| 13   | Kenya             | 1  | 4      | 1      | 6     |
| 14   | France            | 1  | 2      | 0      | 3     |
| 15   | Australie         | 1  | 1      | 2      | 4     |
| 15   | Ukraine           | 1  | 1      | 2      | 4     |
| 17   | Chine             | 1  | 1      | 0      | 2     |
| 18   | Bahamas           | 1  | 0      | 0      | 1     |
| 18   | Danemark          | 1  | 0      | 0      | 1     |
| 18   | Finlande          | 1  | 0      | 0      | 1     |
| 18   | Corée du Nord     | 1  | 0      | 0      | 1     |
| 18   | Pologne           | 1  | 0      | 0      | 1     |
| 23   | Jamaïque          | 0  | 2      | 4      | 6     |
| 24   | Brésil            | 0  | 2      | 1      | 3     |
| 25   | Canada            | 0  | 2      | 0      | 2     |
| 26   | Japon             | 0  | 1      | 1      | 2     |
| 26   | Nigeria           | 0  | 1      | 1      | 2     |
| 26   | Afrique du Sud    | 0  | 1      | 1      | 2     |
| 29   | Bulgarie          | 0  | 1      | 0      | 1     |
| 29   | Équateur          | 0  | 1      | 0      | 1     |
| 29   | Hongrie           | 0  | 1      | 0      | 1     |
| 29   | Mozambique        | 0  | 1      | 0      | 1     |
| 33   | Mexique           | 0  | 0      | 2      | 2     |
| 34   | Algérie           | 0  | 0      | 1      | 1     |
| 34   | Samoa américaines | 0  | 0      | 1      | 1     |
| 34   | Belgique          | 0  | 0      | 1      | 1     |
| 34   | Israël            | 0  | 0      | 1      | 1     |
| 34   | Norvège           | 0  | 0      | 1      | 1     |
| 34   | Slovénie          | 0  | 0      | 1      | 1     |
| 34   | Suède             | 0  | 0      | 1      | 1     |
| 34   | Suisse            | 0  | 0      | 1      | 1     |
| 34   | Syrie             | 0  | 0      | 1      | 1     |
|      |                   | 46 | 46     | 47     | 139   |

## Sources
- (en) Résultats par épreuve des Championnats du monde de 1999 sur le site de l'IAAF
- (en) Historique des championnats du monde d'athlétisme sur IAAF Statistics Handbook (version 2017), site de l'Association internationale des fédérations d'athlétisme

## Légende
Records et Performances
- AR : Record continental (area record)
- CR : Record des championnats (championship record)
- MR : Record du meeting (meet record)
- NR : Record national (national record)
- OR : Record olympique (olympic record)
- PR : Record paralympique (paralympic record)
- PB : Record personnel (personal best)
- SB : Meilleure performance personnelle de la saison (season's best)
- WL : Meilleure performance mondiale de l'année (world leader)
- WJR : Record du monde junior (world junior record)
- WR : Record du monde (world record)

Circonstances et Conditions
- DNF : N'a pas terminé (did not finish)
- DNS : N'a pas pris le départ (did not start)
- DQ : Disqualification (disqualification)
- NM : Aucun essai valable enregistré (No Mark)
- Q : Qualifié « directement » au prochain tour (ou à la prochaine compétition), lors d'une compétition majeure, grâce au classement ou à la réalisation des minima (automatic qualifier)
- q : Qualifié au prochain tour (ou à la prochaine compétition), lors d'une compétition majeure, grâce au repêchage ou à la réalisation de l'une des meilleures performances parmi celles des « non qualifiés directement » (grâce au meilleur temps ou à la meilleure distance par exemple) (secondary qualifier)